# 서선초등학교
서선초등학교는 대한민국 경상북도 안동시에 있는 초등학교다.

## 학교 연혁
- 1962.01.10 풍산국민학교 서선분교장 인가
- 1962.05.10 풍산국민학교 서선분교장 개교
- 1968.03.01 서선국민학교 개교
- 1968.03.01 서선국민학교 병설유치원 개원
- 1985.03.01 교실 2칸 개축
- 1988.08.25 교실 4칸 개축
- 1996.03.01 서선초등학교로 교명 개칭
- 2004.11.20 본관 2층 3.5실 증축
- 2006.03.01 6학급 편성 (전교 61명)
- 2011.09.01 제20대 최현수 교장선생님 부임
- 2012.02.17 제44회 졸업 (졸업생 총 1370명)
- 2013.03.01 제21대 여대식 교장선생님 부임
- 2014.02.19 제46회 졸업 (졸업생 총 1381명)
- 2015.02.12. 제47회 졸업 (졸업생 총 1390명)
- 2017.03.01. 제22대 이재곤 교장선생님 부임
- 2018.09.01. 제23대 김명숙 교장선생님 부임
- 2019.09.01. 제24대 손선자 교장선생님 부임
- 2021.02.28. 소규모 체육관(누림관) 준공
- 2022.09.01 제25대 박현숙 교장선생님 부임
- 2023.01.05 제55회 졸업(졸업생 총 1,445명)
- 2023.03.01 메타버스, 인공지능(AI) 선도학교 지정
- 2023.03.01 6학급, 유치원 1학급 편성